# Boophis albipunctatus
Boophis albipunctatus is een kikker uit de familie gouden kikkers (Mantellidae). De soort werd voor het eerst wetenschappelijk beschreven door Frank Glaw en Burkhard Thiesmeier in 1993. De soort behoort tot het geslacht Boophis.

## Leefgebied
De kikker is endemisch in Madagaskar. De soort komt voor in het zuidoosten van het eiland en leeft op een hoogte tussen de 400 en 900 meter in regenwouden zoals de subtropische bossen van Madagaskar. De kikker komt ook voor in nationaal park Masoala en nationaal park Ranomafana

## Beschrijving
Mannetjes hebben een gemiddelde lente van 33 millimeter en de lengte van de vrouwtjes is niet bekend. De rug is groen met kleine witte vlekken en soms ook zwarte pigmenten. De buik is wit tot geelachtig en de keel is blauw.